# Meerjungfrauen-Springbrunnen von Lleida

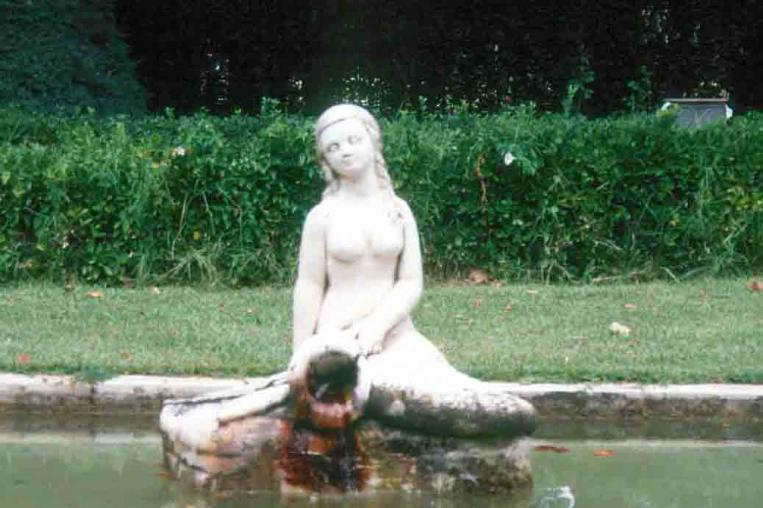
Meerjungfrau-Springbrunnen

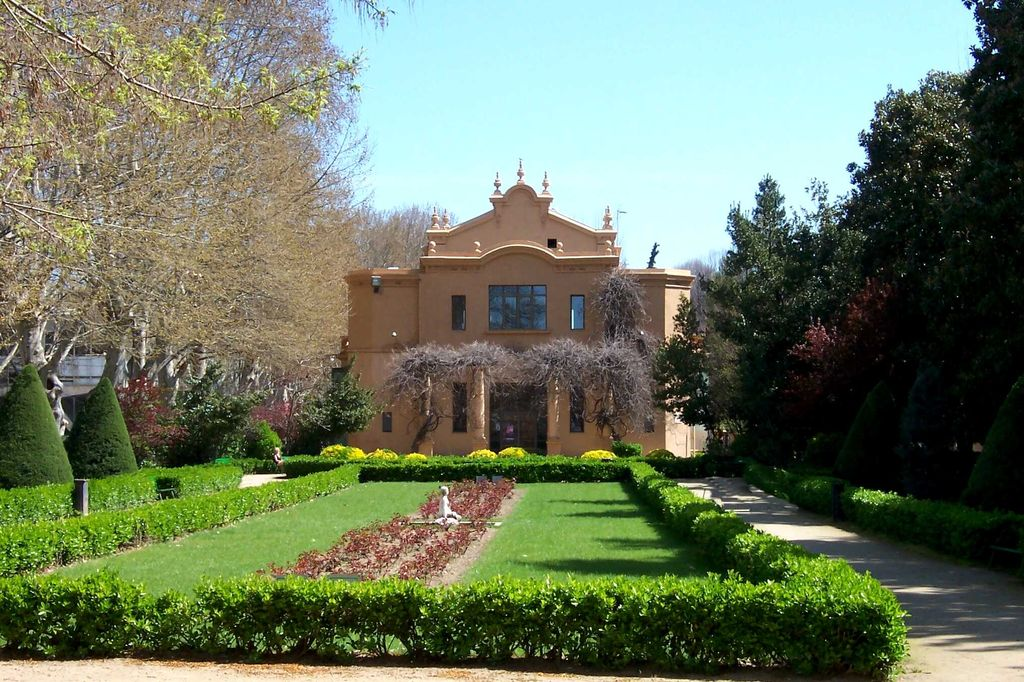
Ansicht des Camps Elisis in Lleida mit Sirenenbrunnen

Der Meerjungfrauen-Springbrunnen von Lleida, auf Katalanisch Font de la Sirena, ist ein Brunnen im Park Camps Elisis der spanischen Stadt Lleida.
Der Brunnen besteht aus der Figur einer Meerjungfrau, die in ihren Händen eine Muschel hält, aus der sich Wasser in ein großes Becken ergießt, das von Blumenrabatten umgeben ist. Die Skulptur stammt aus dem Jahr 1946. Sie ersetzte eine zuvor seit 1864 an dieser Stelle stehende Figur einer Nymphe, die in schlechtem Zustand war.
Im Jahr 2011 wurde durch die Stadt eine Sanierung der drei Brunnen im Camps Elisis veranlasst, wobei das Brunnenbecken der Sirena neu ausgehoben und die Umrandung neu gefasst wurde.